# Jack Griffo
Jack Davis Griffo (Orlando, 1996. december 11. –) amerikai színész, énekes.
Legismertebb szerepe Max Thunderman A Thunderman családból.

## Élete és pályafutása
A floridai Orlandóban született, ötgyermekes családban. Színészi karrierje 2011-ben kezdődött 15 évesen, amikor szerepet kapott a Sound of My Voice című thrillerben, mint a fiatal Peter. Ezt megelőzően színdarabokban játszott. 
Vendégszerepelt a Harcra fel! és a Bucket és Skinner hősies kalandjai című sorozatokban.
Énekesi karrierje szintén 2011-ben kezdődött, amikor kiadta első dalát, Hold Me címmel.

## Filmográfia

### Film
| Év   | Cím                                           | Szerep                | Megjegyzések |
| ---- | --------------------------------------------- | --------------------- | ------------ |
| 2011 | Sound of My Voice                             | fiatal Peter Aitkens  |              |
| 2012 | What I Did Last Summer                        | Johnny                | rövidfilm    |
| 2012 | American Hero                                 | nagy tesó             |              |
| 2012 | East of Kensington                            | Pán Péter             | rövidfilm    |
| 2014 | Back-Up Beep Beep System                      | Paul                  | rövidfilm    |
| 2017 | Apple of My Eye                               | Sebastian             |              |
| 2017 | Those Left Behind                             | Noah                  |              |
| 2022 | Batman and Superman: Battle of the Super Sons | Damian Wayne (hangja) |              |

### Televízió
| Év        | Magyar cím                         | Eredeti cím                          | Szerep                 | Megjegyzések                                                                            |
| --------- | ---------------------------------- | ------------------------------------ | ---------------------- | --------------------------------------------------------------------------------------- |
| 2011      | Harcra fel!                        | Kickin’ It                           | Benny                  | 1 epizód                                                                                |
| 2011      | Bucket és Skinner hősies kalandjai | Bucket and Skinner’s Epic Adventures | szörfös csapat tagja   | 1 epizód                                                                                |
| 2013      |                                    | Marvin Marvin                        | Ellis                  | 1 epizód                                                                                |
| 2013      |                                    | Jessie                               | Brett Summers          | 1 epizód                                                                                |
| 2013      | Főállású fater                     | See Dad Run                          | Xander McGinley        | 3 epizód                                                                                |
| 2013      | Murphy átok                        | Jinxed                               | Brett                  | - tévéfilm - magyar hangja: - Czető Ádám                                                |
| 2013–2018 | A Thunderman család                | The Thundermans                      | Max Thunderman         | - főszereplő - magyar hangja: - Czető Ádám                                              |
| 2014      |                                    | AwesomenessTV                        | önmaga                 | 1 epizód                                                                                |
| 2015      | Nicky, Ricky, Dicky és Dawn        | Nicky, Ricky, Dicky & Dawn           | önmaga                 | 1 epizód                                                                                |
| 2015      | Ádám és Ádám                       | Splitting Adam                       | Vance Hansum           | tévéfilm                                                                                |
| 2015      | Sharknado 3. – A végső harapás     | Sharknado 3: Oh Hell No!             | Billy                  | - tévéfilm - magyar hangja: - Borbíró András                                            |
| 2015      | Nickelodeon – Karácsonyi kelepce   | Nickelodeon's Ho Ho Holiday Special  | Jack Griffo            | - tévéfilm - magyar hangja: - Czető Ádám - Ágoston Péter (ének)                         |
| 2016      | NCIS: Los Angeles                  | NCIS: Los Angeles                    | McKenna                | 1 epizód                                                                                |
| 2016      | Veszélyes Henry                    | Henry Danger                         | Max Thunderman         | 1 epizód                                                                                |
| 2016–2017 | Hawaii futam                       | Paradise Run                         | önmaga (versenyző)     | - 7 epizód - magyar hangja: - Baráth István (1. hang) - Holló-Zsadányi Norman (2. hang) |
| 2017      |                                    | The Dude Perfect Show                | önmaga                 | 1 epizód                                                                                |
| 2018      | Playback párbaj                    | Lip Sync Battle Shorties             | önmaga                 | 1 epizód                                                                                |
| 2018      | Rocksuli                           | School of Rock                       | Slade                  | 2 epizód                                                                                |
| 2018      |                                    | Best.Worst.Weekend.Ever.             | Jumping Jack Lightning | 2 epizód                                                                                |
| 2018      | Lovag iskola                       | Knight Squad                         | Sir Swayze             | 1 epizód                                                                                |
| 2018–2019 | Alexa & Katie                      | Alexa & Katie                        | Dylan                  | - 13 epizód - magyar hangja: - Sánta László                                             |
| 2018–2021 | A Lármás család                    | The Loud House                       | Blake Bradley (hangja) | - 2 epizód - magyar hangja: - Czető Roland                                              |
| 2019      | SpongyaBob Kockanadrág             | SpongeBob SquarePants                | önmaga                 | 1 epizód                                                                                |
| 2020      | SEAL Team                          | SEAL Team                            | PV2 Elliot Mounds      | 2 epizód                                                                                |
| 2020      |                                    | The Christmas High Note              | Todd                   | tévéfilm                                                                                |
| 2022      | Az igazi Lármás család             | The Really Loud House                | Ro-Bro                 | - 1 epizód - magyar hangja: - Moser Károly                                              |